# المحقق كونان (الموسم 23)
المحقق كونان هو الموسم الثالث والعشرين من سلسلة المحقق كونان (باليابانية: 名探偵コナン، تُنطق ميه‌‌تانتيه كۆنان أي المحقق العظيم كونان) تُرجمت رسميًا إلى المُحقق كونان، وهي سلسلة مانغا للكاتب غوشو أوياما حُولِّت إلى مسلسل أنيمي وحلقات أوفا وأفلام أنمي وألعاب فيديو ووسائط أخرى يابانية وقد بدأ عرض السلسلة من 2 نوفمبر 2013 ولغاية 17 مايو 2014، وكان الموسم من إخراج ياسوچيرو ياماموتو.
أُذيعت الحلقة الأولى في 8 يناير 1996 وعرضت الحلقات بالتوالي إلى أن وصلت إلى أكثر من 1,155 حلقة، وبذلك تحتل المركز الخامس عشر في قائمة أكثر الأنيميات من حيث عدد الحلقات. يتم عرض حلقة واحدة من الأنمي أسبوعيًّا على نبون تلفجن إلا في حالات عرض الأفلام فإنها قد تتأجل إلى أسبوعين أو أكثر. تتم دبلجة الأنيمي للغة العربية من قِبَل مركز الزهرة ولا تزال دبلجته مُستمرة لأكثر من ثمانية عشرة سنة منذ سنة 1998، حيث عُرض لأول مرة على تلفزيون قطر، وقد وصلت الحلقات المُدبلجة إلى 565 (537 بالنّظام الياباني) من أصل 1,155 حلقة.
يُعرَض المحقق كونان في اليابان على قناة نيبون تي في وقناة يوميأوري وقناة أنيماكس وقناة YTV اليابانية، وقد لاقى المحقق كونان رواجًا كبيرًا في اليابان حيث احتل مركزًا من ضمن المراكز الستة الأوائل في ست مناسبات مختلفة. وبحسب استطلاعات الرأي التي أجرتها مجلة أنيميج، اعتبر الأنيمي من بين أفضل 20 أنيمي تم إصداره خلال الفترة من عام 1996 ولغاية عام 2001. أيضا احتل المحقق كونان المركز الثالث والعشرين من ضمن قائمة أفضل 100 أنيمي، أجرته شبكة أساهي اليابانية في عام 2005.

## عناوين الحلقات
| #       | عنوان الحلقة                                             | تفاصيل الحلقة | تفاصيل الحلقة  |
| اليابان | باليابانية                                               | في المانغا    | تاريخ العرض    |
| ------- | -------------------------------------------------------- | ------------- | -------------- |
| 716     | الشيطان الراقص في قصر قناع نو (الجزء الأول)              | فلر           | 2 نوفمبر 2013  |
| 717     | الشيطان الراقص في قصر قناع نو (الجزء الثاني)             | فلر           | 9 نوفمبر 2013  |
| 718     | دائرة الشيطان                                            | فلر           | 16 نوفمبر 2013 |
| 719     | نزاع حول تذكرة بلاتينية                                  | فلر           | 23 نوفمبر 2013 |
| 720     | غموض رحلة الماء والنار (جزء آسو)                         | فلر           | 30 نوفمبر 2013 |
| 721     | غموض رحلة الماء والنار (جزء كوماموتو)                    | فلر           | 7 ديسمبر 2013  |
| 722     | التوصيل الحلو البارد (الجزء الأول)                       | فصل 841-843   | 14 ديسمبر 2013 |
| 723     | التوصيل الحلو البارد (الجزء الثاني)                      | فصل 841-843   | 21 ديسمبر 2013 |
| 724     | كايتو كيد والحورية الخجولة (الجزء الأول)                 | فصل 828-830   | 4 يناير 2014   |
| 725     | كايتو كيد والحورية الخجولة (الجزء الثاني)                | فصل 828-830   | 11 يناير 2014  |
| 726     | الرسالة السعيدة جالبة الابتلاء                           | فلر           | 18 يناير 2014  |
| 727     | صندوق الكنز الممتلئ بالفواكه (الجزء الأول)               | فصل 844-846   | 25 يناير 2014  |
| 728     | صندوق الكنز الممتلئ بالفواكه (الجزء الثاني)              | فصل 844-846   | 1 فبراير 2014  |
| 729     | ألماسة ولوحة وممثلة مشهورة                               | فلر           | 8 فبراير 2014  |
| 730     | الشكل الذي كان جيداً جداً                                  | فلر           | 22 فبراير 2014 |
| 731     | الصديق السابق الماكث بجوار مسرح الجريمة (الجزء الاول)    | فصل 847-849   | 1 مارس 2014    |
| 732     | الصديق السابق الماكث بجوار مسرح الجريمة (الجزء الثاني)   | فصل 847-849   | 8 مارس 2014    |
| 733     | حفل الزفاف والطلقتين الناريتين                           | فلر           | 22 مارس 2014   |
| 734     | ذكريات جودي وفخ مشاهدة تفتُّح الزهور (حلقة خاصة لمدة ساعة) | فصل 850-852   | 29 مارس 2014   |
| 735     | الدعوة المُشفَّرة (حلقة خاصة بالفيلم 18)                    | فلر           | 19 أبريل 2014  |
| 736     | سر تمثال كوغورو موري                                     | فلر           | 26 أبريل 2014  |
| 737     | المسار المُثير للشك                                       | فلر           | 3 مايو 2014    |
| 738     | كوغورو في البار (الجزء الأول)                            | فصل 853-855   | 10 مايو 2014   |
| 739     | كوغورو في البار (الجزء الثاني)                           | فصل 853-855   | 17 مايو 2014   |

## أهم أحداث الموسم
احداث كثيرة شهدها هذا الموسم منها زيادة شكوك (بوربون) حول (كونان)..
و معرفة (كونان) أن (بوربون) هو الذي يتنكر في شخصية (اكاي شويتشي) و غيرها من الأحداث..
تستطيعون اكتشافها بأنفسكم ولا داعي لحرق أحداثها هنا.